# 北海道総合通信局
北海道総合通信局（ほっかいどうそうごうつうしんきょく）とは情報通信行政を所管する総務省の地方支分部局である。北海道を管轄している。

## 所在地
〒060-8795　北海道札幌市北区北8条西2丁目1-1　札幌第1合同庁舎

## 組織
局長の下、次の組織により構成されている。
- 総務部（総務課 - 企画広報室 - 財務課 - 信書便監理官）
- 情報通信部（電気通信事業課 - 情報通信連携推進課 - 情報通信振興課 - 放送課）
- 無線通信部（電波利用企画課 - 航空海上課 - 陸上課）
- 電波監理部（電波利用環境課 - 監視課 - 調査課）
- 総括調整官
- 防災対策推進室
- 総合通信相談所